# I Love to Dance
Albums de Kleeer
Winners
(1979)
Singles
1. Keeep Your Body Workin'
Sortie : 1979
2. Tonight's the Night (Good Time)
Sortie : 1979

I Love to Dance est le premier album studio de Kleeer, sorti en 1979.
L'album s'est classé 53e au Top R&B/Hip-Hop Albums.

## Liste des titres
| No | Titre                           | Durée |
| -- | ------------------------------- | ----- |
| 1. | Tonight's the Night (Good Time) | 6:20  |
| 2. | Keeep Your Body Workin'         | 5:19  |
| 3. | Happy Me                        | 4:30  |
| 4. | I Love to Dance                 | 4:28  |
| 5. | It's Magic                      | 7:19  |
| 6. | To Groove You                   | 3:14  |
| 7. | Amour                           | 5:08  |
| 8. | Kleeer Sailin'                  | 5:47  |